# شيرلي مكينتوش
شيرلي مكينتوش (بالإنجليزية: Shirley McIntosh) هي لاعبة رماية بريطانية، ولدت في 8 يوليو 1965 في فلكرك في المملكة المتحدة.

## روابط خارجية
- شيرلي مكينتوش على موقع الاتحاد الدولي (الإنجليزية)
- شيرلي مكينتوش على موقع اتحاد ألعاب الكومنولث (مؤرشف) (الإنجليزية)
- شيرلي مكينتوش قاعة قاعة إسكتلندا للمشاهير الرياضية (الإنجليزية)